# (7467) 1989 WQ1
1989 دابليو كيو 1 (ويعرف أيضًا باسم (7467) 1989 دابليو كيو 1 وفق تسمية الكوكب الصغير) (بالإنجليزية: 1989 WQ1)‏ هو كويكب ضمن حزام الكويكبات؛ وترتيبه 7467 من حيث الاكتشاف.
اكتُشف هذا الجُرم الفلكي بواسطة هيروشي كانيدا في 25 نوفمبر 1989.

## وصلات خارجية
- (7467) 1989 WQ1 في قاعدة بيانات مختبر الدفع النفاث لأجرام النظام الشمسي الصغيرة

- الاكتشاف · مخطط المدار ·  العناصر المدارية · المعلمات المادية

- (7467) 1989 WQ1 على موقع ويكي سكاي: DSS2, SDSS, GALEX, IRAS, Hydrogen α, X-Ray, Astrophoto, Sky Map, Articles and images